# Johannes Vold
Johannes Vold (ur. 12 maja 1945) – norweski piłkarz występujący na pozycji pomocnika.

## Kariera klubowa
Vold karierę rozpoczynał w sezonie 1961/1962 w drugoligowym zespole Bryne FK. W tamtym sezonie spadł z nim do trzeciej ligi, ale w sezonie 1964 awansował z powrotem do drugiej. W 1971 roku został graczem pierwszoligowego Vikinga. W sezonach 1972 oraz 1973 zdobył z nim mistrzostwo Norwegii. Ponadto w sezonie 1972 z 16 bramkami, wraz z Egilem Solbergiem, został królem strzelców pierwszej ligi. W 1973 roku zakończył karierę.

## Kariera reprezentacyjna
W reprezentacji Norwegii Vold zadebiutował 6 czerwca 1973 w zremisowanym 1:1 towarzyskim meczu z Irlandią. 25 lipca 1973 w wygranym 3:0 towarzyskim pojedynku z Koreą Północną strzelił swojego jedynego gola w kadrze. W drużynie narodowej rozegrał 3 spotkania, wszystkie w 1973 roku.